# عبد الرشيد الكشميري
عبد الرشيد الكشميري (ت. 1298 هـ / 1880 م) هو نحوي وشاعر، من أهل الهند.
هو عبد الرشيد بن محمد شاه الشُوبَياني الكشميري. ولد في شوبَيان الواقعة في الكشمير ، تولى نيابة الإفتاء في مدينة بهوبال. و توفي في مدينة جبلبور.
من آثاره: «القطر الصيِّب في مدح الإمام أبي الطيِّب»، و«نزل من اتقى في أخبار المنتقى».